# Pantelamprus
Pantelamprus é um gênero de traça pertencente à família Agonoxenidae.